# Elaeocarpus oriomensis
Elaeocarpus oriomensis är en tvåhjärtbladig växtart som beskrevs av Weibel. Elaeocarpus oriomensis ingår i släktet Elaeocarpus och familjen Elaeocarpaceae. Inga underarter finns listade i Catalogue of Life.